# Austurland
Austurland (islandsky  Austurland) je jednou z osmi tradičních oblastí Islandu, která se nachází ve východní části ostrova. Žije zde přibližně 11 tisíc obyvatel. Významnou část pobřeží regionu tvoří fjordy. Nejlidnatějším městem regionu je Egilsstaðir, který má pouhých 2 600 obyvatel, nejstarší obcí je naopak Djúpivogur. Jednou týdně vyjíždí z obce Seyðisfjörður trajekt do Evropy (s přestávkou během zimních měsíců). 
Významnou turistickou destinací je zde Důl Helgustadir (známý pro výskyt Islandského kalcitu) nebo geologická lokalita Stuðlagil (známá pro výskyt čedičů). Nachází se zde hydroelektrárna Kárahnjúkar. 